# Benndorfer Straße 4, 13–18, 18a, Weinberg 1–20; Weinbergspitze 1–4 (Dieskau)

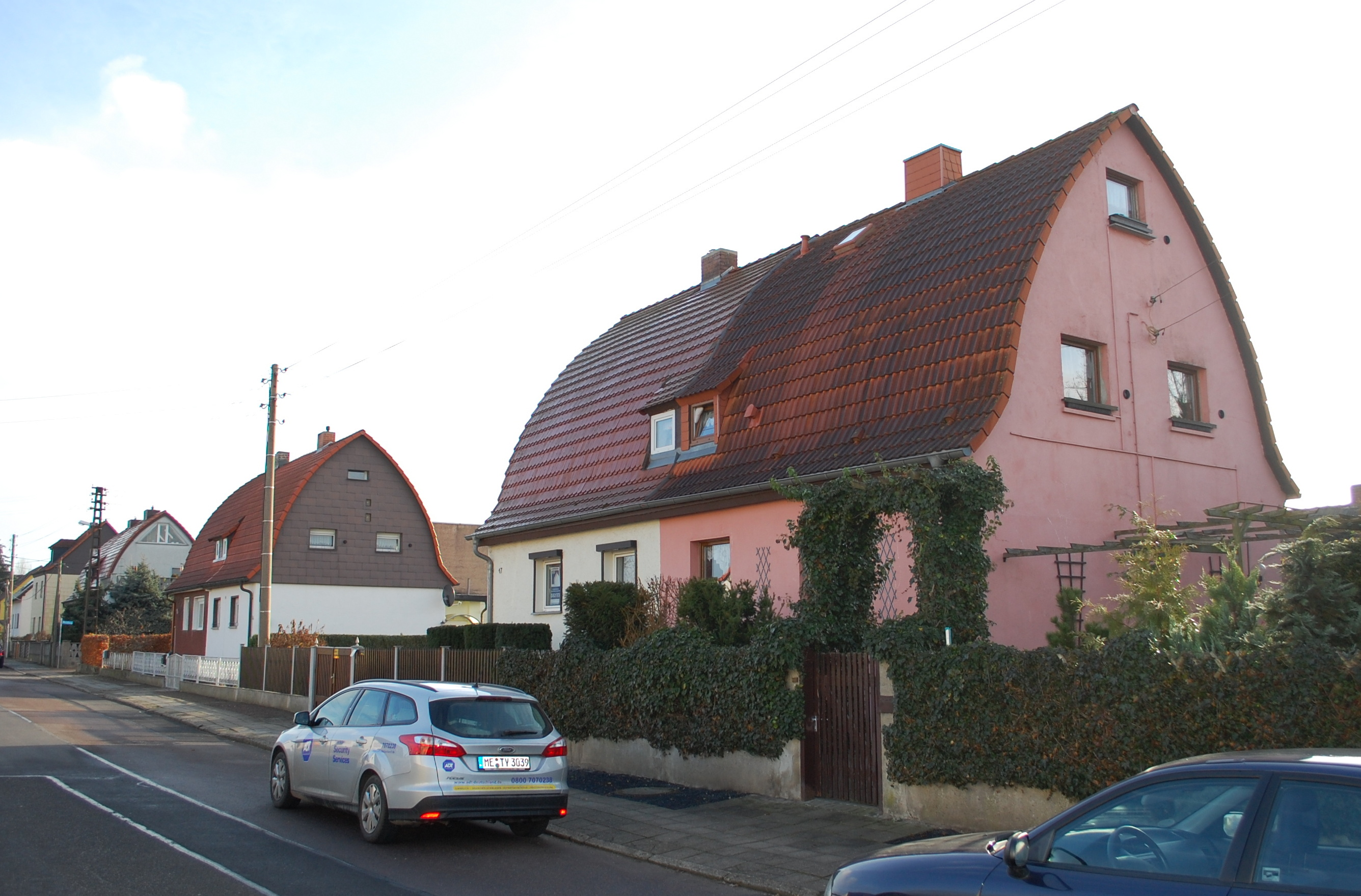
Siedlung Dieskau

Benndorfer Straße 4, 13–18, 18a, Weinberg 1–20; Weinbergspitze 1–4 ist die Bezeichnung einer denkmalgeschützten Siedlung im zur Gemeinde Kabelsketal gehörenden Dorf Dieskau in Sachsen-Anhalt.

## Lage
Die Siedlung befindet sich im östlichen Teil des Dorfes und ist im Denkmalverzeichnis der Gemeinde Kabelsketal eingetragen.

## Architektur und Geschichte
Die Siedlung besteht aus diversen Wohnhäusern und entstand im Jahr 1928. Markant für die Gestaltung ist der Einsatz von Zollingerdächern sowohl auf den Wohnhäusern als auch auf Ställen und Nebengebäuden. Sie stellt ein Beispiel für den genossenschaftlichen Wohnungsbau der 1920er Jahre dar.